# کوادرله
کوادرله (به ایتالیایی: Quadrelle) یک کومونه در ایتالیا است که در استان آولینو واقع شده‌است. کوادرله ۶ کیلومتر مربع مساحت و ۱٬۵۷۴ نفر جمعیت دارد.